# 440년대
440년대는 440년부터 449년까지를 가리킨다.